# Homalium deplanchei
Homalium deplanchei är en videväxtart som beskrevs av Otto Warburg. Homalium deplanchei ingår i släktet Homalium och familjen videväxter. Inga underarter finns listade i Catalogue of Life.